# Rod Masterson
Rodney Gregory Masterson, Jr., conocido como Rod Masterson (14 de febrero de 1945 - 12 de septiembre de 2013), fue un actor estadounidense de cine y televisión de Baton Rouge, Louisiana.
Masterson hizo su debut en la pantalla en la película de televisión de la NBC, The Life and Assassination of the Kingfish, que se emitió el 21 de marzo de 1977. Está escrita y dirigida por Robert Lee Collins. Masterson fue elegida como Murphy Roden, uno de los guardaespaldas del entonces senador de Estados Unidos, Huey Pierce Long, Jr. Roden disparó a quemarropa a Carl Austin Weiss, el médico de Baton Rouge y presunto asesino de Long, en el Capitolio Estatal de Luisiana en la noche del 8 de septiembre de 1935. Ed Asner interpretó a Long en la película; Diane Kagan, a Rose McConnell Long; y Steven Ramay, al hijo adolescente, Russell B. Long.